# Valdeku (przystanek kolejowy)
Valdeku – przystanek kolejowy w miejscowości Tallinn, w prowincji Harjumaa, w Estonii. Położony jest na linii Tallinn - Parnawa/Viljandi. 
Przystanek został otwarty 10 grudnia 2017.